# Горшков, Геннадий Васильевич
Горшков Геннадий Васильевич (23 октября 1939, Недайвода, Днепропетровская область — сентябрь 2007, Мариуполь, Донецкая область) — советский и украинский театральный актёр. Народный артист Украины (1998).

## Биография
Родился 23 октября 1939 года в селе Недайвода Криворожского района Днепропетровской области.
В 1960 году окончил Днепропетровское театральное училище (преподаватель О. Галун).
С 1960 года работал в Донецком украинском музыкально-драматическом театре.
Умер в сентябре 2007 года в Мариуполе во время гастрольной поездки.

## Творческая деятельность
На театральной сцене сыграл партии и роли:
- Альфред Дулиттл («Пигмалион» Б. Шоу);
- Андронати («Зелье» по О. Кобылянской);
- Бальбоа («Деревья умирают стоя» А. Касоны);
- Он («Девять ночей... девять жизней...» М. Вишнека);
- Дедушка («Петя и волк» С. Прокофьева);
- Ибрагим («Роксолана» по П. Загребельному);
- Иван Непокрытый («Дай сердцу волю, заведёт в неволю» М. Кропивницкого);
- Круглик («Закон» В. Винниченко);
- Врач («Странная миссис Сэвидж» Дж. Патрика);
- Малахий («Народный Малахий» М. Кулиша);
- Президент фон Вальтер («Коварство и любовь» Ф. Шиллера);
- Райнер («Соло для часов с боем» О. Заградника);
- Тевье-Тевель («Поминальная молитва» Г. Горина по Шолом-Алейхему).

## Награды
- Народный артист Украины (27 марта 1998)[3];
- Премия имени М. Крушельницкого Национального союза театральных деятелей Украины (2000)[4];
- Специальный диплом «За значительный вклад в развитие театрального искусства Донбасса» жюри фестиваля «Театральный Донбасс» (2006)[5].